# Rwamagana
Rwamagana ist eine Stadt im Osten von Ruanda. Die Stadt liegt etwa 50 Kilometer östlich von Kigali und ist die Hauptstadt der Ostprovinz. Rwamagana hat etwa 50.000 Einwohner.

## Verkehr
Rwamanga liegt an der Haupttransitroute von Kigali nach Tansania, über die der überwiegende Teil des Güterverkehrs von Tansania verläuft. Im Rahmen der letzten Erneuerung der Straße wurde eine Umgehungsstraße um Rwamagana gebaut, so dass der Güter- und Transitverkehr nicht mehr durch die Innenstadt fährt.

## Bevölkerung
| Jahr | Einwohner |
| ---- | --------- |
| 1978 | 5.683     |
| 1991 | 7.684     |
| 2002 | 47.203    |

## Sport
In Rwamagana hat der Fußballverein Muhazi United FC (bis Juni 2023 Rwamagana City Football Club) seinen Sitz.

## Söhne und Töchter der Stadt
- Adrien Niyonshuti (* 1987), Radrennfahrer
- Valens Ndayisenga (* 1994), Radrennfahrer
- Jeanne D’arc Girubuntu (* 1995), Radrennfahrerin
- Jazilla Mwamikazi (* 2004), Radrennfahrerin